# Grissellia terebrata
Grissellia terebrata är en stekelart som beskrevs av John S. Noyes 1980. Grissellia terebrata ingår i släktet Grissellia och familjen sköldlussteklar. Inga underarter finns listade i Catalogue of Life.